# Proiettile perforante

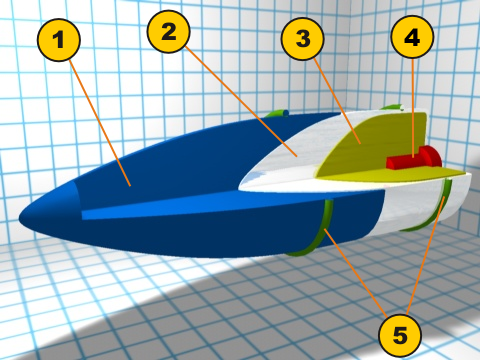
Granata perforante;
1) "Cappello" balistico di materiale leggero
2) Corpo perforante in acciaio
3) Riempimento esplosivo desensibilizzato (TNT, acido picrico, RDX o simili)
4) spoletta ad esplosione ritardata, così da esplodere dentro il bersaglio
5) Bande guida

Un proiettile perforante è un tipo di munizione ideato per penetrare corazzatura o armatura. 

## Storia
Dagli anni sessanta del XIX secolo agli anni cinquanta del XX secolo, il ruolo principale di questo tipo di proiettili era di passare la corazzatura delle navi da guerra. Dagli anni venti in poi, il loro impiego si allargò nella guerra contro i veicoli da combattimento corazzati, quali i carri armati. Altri tipi sono usati per perforare cemento armato, calcestruzzo, giubbotti antiproiettile, vetro antiproiettile e simili. 
Nell'ordinamento giuridico italiano sulle armi comuni da sparo non sono chiaramente indicati, per le armi portatili di piccolo calibro (e non da guerra), i parametri tecnici sulla base dei quali definire perforante un proiettile, cosicché, non senza incertezze e mutamenti d'orientamento, la questione continua ad essere risolta caso per caso dalla giurisprudenza.

## Descrizione e funzionamento
Un proiettile perforante, pallottola o granata che sia, deve riuscire a superare l'impatto iniziale con la corazzatura, e continuare a perforarla. Quindi hanno un corpo esterno e punta specificamente indurite e sagomate (con una punta dotata di un angolo meno acuto di una granata normale), e un riempimento esplosivo ridotto. Alcuni proiettili più piccoli hanno un riempimento interno inerte o incendiario, al posto di quello esplosivo. I proiettili perforanti oggi sono meno usati in guerra navale, in quanto l'impiego di navi pesantemente corazzate è diminuito dopo la fine della seconda guerra mondiale. Sono ancora utilizzati nel ruolo anticarro, in quanto danno una maggior probabilità di distruzione del bersaglio al primo colpo, più di un proiettile HEAT o HESH, anche a causa del blindaggio in compositi, e grazie alla maggiore velocità alla volata, sono più precisi di una granata HEAT.
Le pallottole perforanti sono anche disponibili in cartucce per armi da fuoco portatili, generalmente per fucili antimateriale per l'uso contro blindature leggere, o in altre armi da fuoco contro armatura individuale, quali i giubbotti antiproiettile.

## Tipi

### Solido

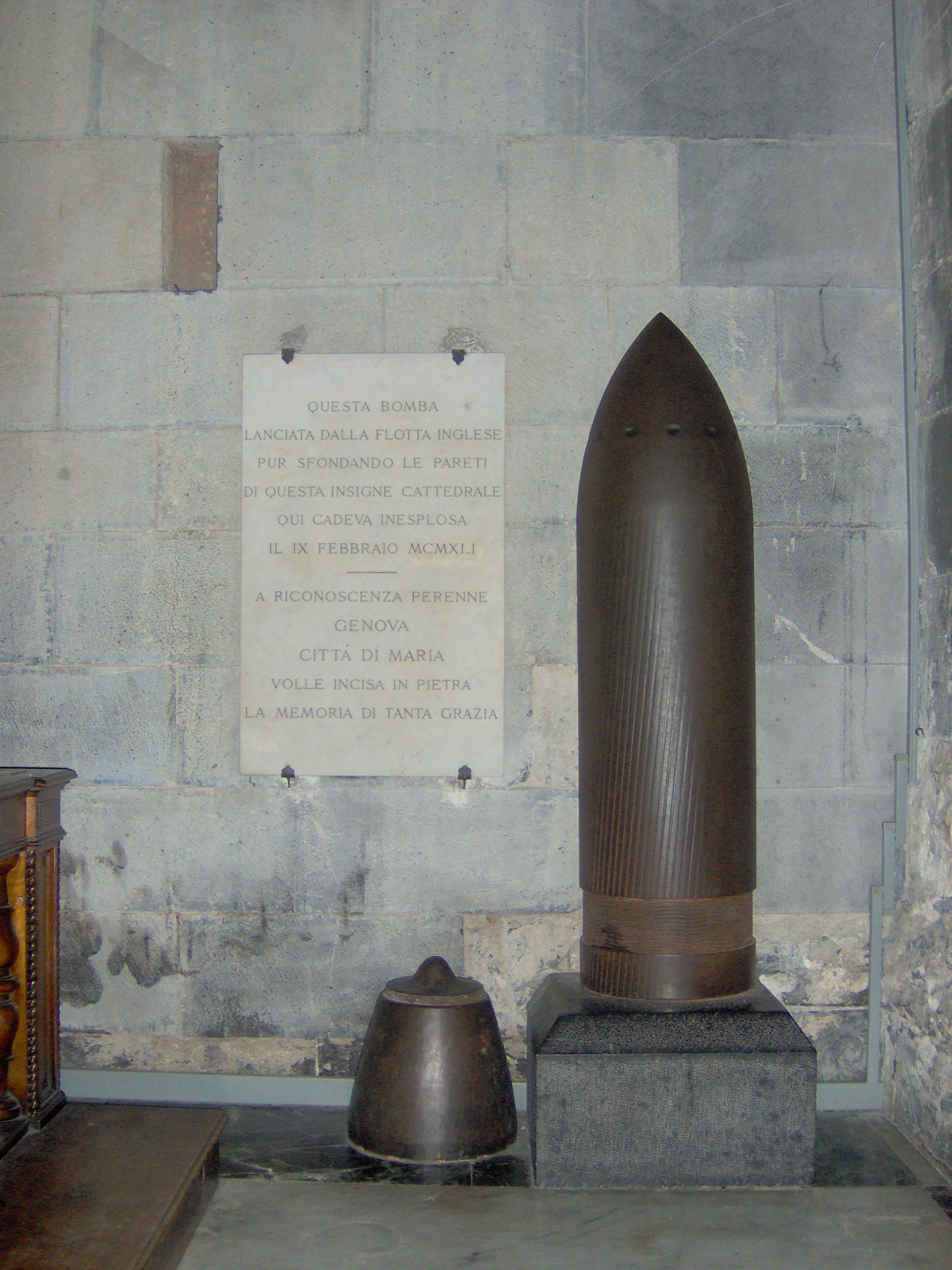
Una granata inesplosa per cannone da 15 pollici, che colpì la Cattedrale di San Lorenzo a Genova nel 1941. Il proiettile a destra è il corpo principale di acciaio indurito, e a sinistra si vede il cappuccio di metallo morbido (notare la scarsa aerodinamicità di quest'ultimo). Assente, invece, è il cappuccio tagliavento

Generalmente usate per armi di grosso calibro (artiglieria). Può essere inerte o esplosivo e/o incendiario e/o tracciante. Il primo tipo consiste di un corpo solido di un metallo molto resistente, capace di perforare da solo una corazzatura. Il tipo esplosivo e/o incendiario e/o tracciante contiene una piccola carica che esplode una volta penetrata l'armatura, per arrecare il massimo danno possibile all'interno del mezzo, o per iniziare un incendio. 
Fu scoperto che a volte questi proiettili si frantumavano a contatto con una corazzatura, quindi furono dotati di una capsula o cappellotto di metallo (generalmente acciaio) più morbido, che diminuisce lo shock dell'impatto e allo stesso tempo diminuisce la resistenza dell'armatura in quel punto, aprendo la strada per il vero e proprio corpo indurito del proiettile. Questo tipo di proiettile è detto APC (Armor Piercing Capped) in inglese. 
Dato che la forma ottimale della punta morbida non è aerodinamica, spesso sopra è posto un altro cappuccio tagliavento di metallo morbido. Questo tipo di proiettile è detto APCBC (Armor Piercing Capped Ballistic Cap) in inglese.

### Decalibrato

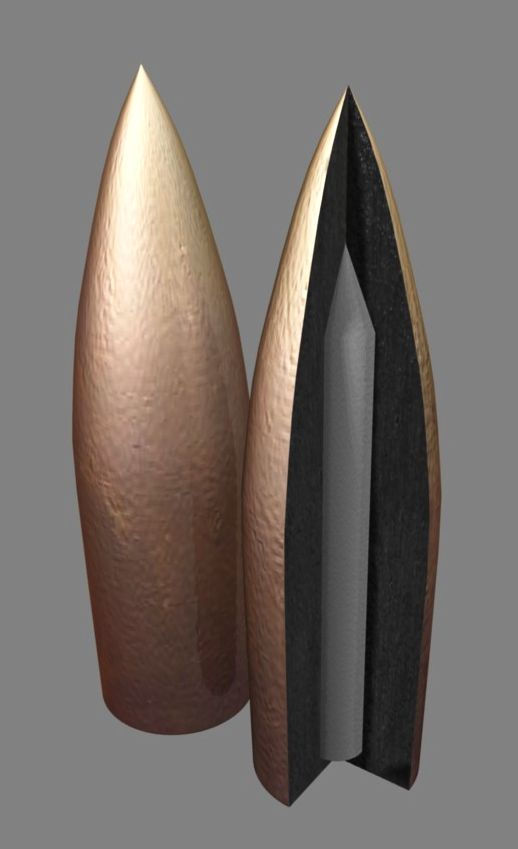
Una granata decalibrata

È un tipo di proiettile che contiene un'anima di materiale duro, generalmente in carburo di tungsteno, circondato da un involucro di calibro pari alla canna che lo spara, di metallo più tenero e leggero, generalmente alluminio. Il peso può essere fino alla metà di quello di un proiettile AP standard. Il vantaggio di questo tipo è che l'anima più piccola e dura concentra tutta l'energia del colpo in un'area più piccola, penetrando meglio una corazzatura, e dato che il colpo è più leggero, possiede una maggior velocità alla volata. D'altro canto, siccome il colpo è più leggero, ha una minor velocità e maggior instabilità in volo a lungo raggio. In inglese sono detti APCR (armor-piercing, composite rigid) o HVAP (high velocity armor piercing) ed in tedesco Hartkernmunition. Questo tipo di munizioni è usato sia per le armi leggere che per i pezzi d'artiglieria
Una variante di questo tipo è il colpo è quello dei cannoni ad anima conica, detti anche "principio della canna conica di Gerlich", che sono simili per costruzione al tipo precedente, ma presentano delle alette o borchie laterali le quali, percorrendo la canna che presenta una strozzatura verso la fine (ad anima conica, appunto) vengono schiacciate, diminuendo quindi il calibro del proiettile lanciato ed aumentandone la potenza. Questo principio fu ideato dalla Krupp durante la seconda guerra mondiale. In inglese è detto APCNR (Armour-piercing, composite non-rigid) o più semplicemente squeeze-bore o tapered bore.

### Proiettili perforanti ad abbandono d'involucro

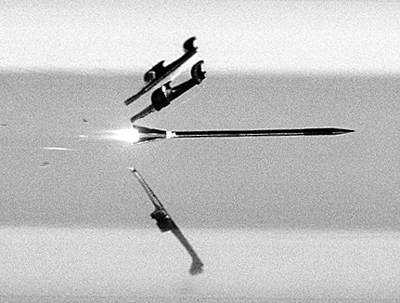
Immagine di un APFSDS scattata durante il distacco dell'involucro esterno

Un proiettile perforante ad abbandono d'involucro o penetratore a energia cinetica, è una lunga "freccia" di materiale duro e pesante (ad esempio tungsteno o uranio impoverito) più piccola del calibro della canna dell'arma che la spara, rivestita con un "sabot" (cioè involucro). Quest'ultimo appena esce dalla volata dell'arma si stacca, permettendo quindi alla freccia di continuare ad alta velocità e di colpire il bersaglio su un'area minore ma con una maggior forza. Un tipo più moderno è il proiettile perforante, stabilizzato da alette, ad abbandono d'involucro, cioè l'APFSDS (Armour-Piercing Fin-Stabilized Discarding Sabot). Anche avendo una maggior forza all’impatto sul bersaglio, questi proiettili hanno una minore capacità di penetrazione rispetto agli  HEAT Fs (High Explosive Anti Tank Fin Stabilized, o Anticarro a carica cava stabilizzato da alette).